# Lískovec u Frýdku (nádraží)
Lískovec u Frýdku je železniční stanice v městské části Lískovec statutárního města Frýdku-Místku. Nachází se na neelektrizované jednokolejné trati Ostrava – Valašské Meziříčí.

## Historie
Stanice byla postavena v rámci Ostravsko-frýdlantské dráhy v roce 1871. Zastávka zde byla vybudována mj. kvůli rostoucímu průmyslovému areálu Karlova Huť (nynější pobočka ArcelorMittal Ostrava).[zdroj?]
Nedaleko lískoveckého nádraží, při železniční trati směrem na Paskov, bylo 3. září 1943 popraveno pět odbojářů. Událost připomíná památník dobře viditelný i z jedoucího vlaku.

### Budoucnost
V roce 2021 zde mají začít jezdit nové push-pull jednotky Škoda 13Ev, které mají nahradit staré vagony Bdt ze začátku 90. let. V roce 2023 by měla být trať z Ostravy až do Frýdku-Místku zdvoukolejněna, do roku 2026 by měla být trať v úseku z Ostravy do Frenštátu pod Radhoštěm elektrizována soustavou 25 kV 50 Hz, maximální rychlost v úseku Ostrava – Frýdek-Místek by měla dosahovat až 120 km/h.

## Popis
Přístup na nástupiště je možný pouze po přechodu přes koleje. U nástupiště je zastřešený prostor pro cestující. Stanice se nachází cca 300 metrů od zastávky MHD a kilometr od autobusového stanoviště. U nádraží se nachází odbočka vlečky do průmyslového areálu, ve kterém se mimo jiné nachází bývalý Důl Staříč I. a frýdecko-místecká teplárna. Na druhé straně od tratě se nachází další soustava vleček v areálu válcovny trub.